# Ulrich Schmücker (services secrets)
Pour les articles homonymes, voir Schmücker.
Ulrich Schmücker, né le 4 août 1951 à Hagen (Rhénanie-du-Nord-Westphalie) et mort le 5 juin 1974 à Berlin, est un agent infiltré dans le Mouvement du 2-Juin en 1972.

## Biographie
Il grandit à Bad Neuenahr-Ahrweiler, en 1971, obtient un diplôme d'études secondaires. Il voulait être prêtre et est membre de l'église protestante. Durant un échange d'étudiants, il va vivre un an aux États-Unis. En août 1971, il étudie à Berlin et s'inscrit à l'université de Berlin en histoire et en ethnologie. En 1972, il devient membre du Mouvement du 2-Juin, un groupe anarchiste.
Il tente de placer une bombe au consulat général de Turquie à Bonn, le 7 mai 1972, il est arrêté avec Inge Viett, Wolfgang Knupe et Harald Sommerfeld, à Bad Neuenahr-Ahrweiler. L'arrestation a eu lieu durant un contrôle de police de routine, des explosifs sont retrouvés dans le véhicule.
Il été condamné à une peine d'emprisonnement de 30 mois, mais il est libéré 9 mois avant pour des raisons de santé. En prison, il devient un agent double. 
Il retourne dans l'action comme agent infiltré, mais il est démasqué par sa colocataire. Il essaye de se justifier, mais les membres du groupe se détournent de lui.
En 1974, il rencontre dans une taverne l'agent secret infiltré Volker Weingraber. Il lui annonce qu'il est menacé et demande une arme à feu. 
Le 4 juin 1974, il est vu en compagnie de deux hommes non identifiés dans l'hôtel Rheingold.
Le 5 juin 1974, durant la nuit, il est abattu d'une balle dans la tête.